# Jellowa
Jellowa, polnisch Jełowa (1936–1945: Ilnau) ist ein Dorf im polnischen Powiat Opolski der Woiwodschaft Oppeln. Das Dorf gehört zur zweisprachigen Gemeinde Lugnian (polnisch Łubniany).

## Geographie

### Geographische Lage
Jellowa liegt in der historischen Region Oberschlesien. Das Dorf liegt etwa sechs Kilometer östlich vom Gemeindesitz Lugnian und etwa 19 Kilometer nordöstlich der der Kreisstadt und Woiwodschaftshauptstadt Opole (Oppeln).
Der Ort liegt in der Nizina Śląska (Schlesischen Tiefebene) innerhalb der Równina Opolska (Oppelner Ebene). Die im Norden liegenden Waldgebiete gehören zum Landschaftsschutzpark Stobrawski. Durch den Ort verläuft die Brynica, ein rechter Zufluss der Mała Panew (dt. Malapane). Durch den Ort verläuft die Landesstraße Droga krajowa 45.

### Ortsteile
Zu Jełowa gehört der nordöstlich des Dorfes liegende Weiler Jeżów-Ług (1936–1945: Josefsbruch), der als Jesowlug historisch zu Podewils gehörte.

### Nachbarorte
Nachbarorte von Jellowa sind im Westen der Gemeindesitz Lugnian (poln. Łubniany) und im Osten Heinrichsfelde (poln. Grabie).

## Geschichte

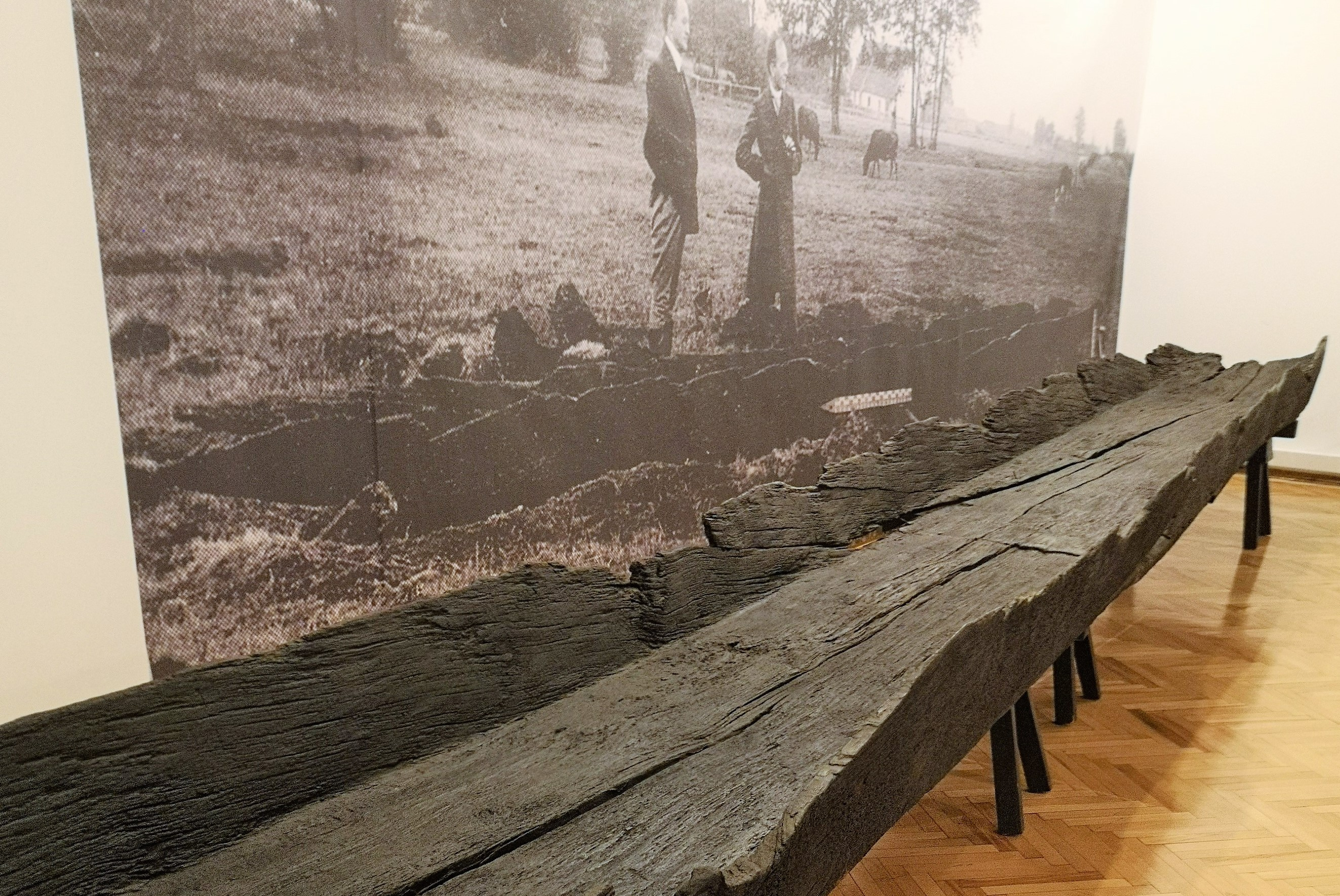
Einbaum von Jełowa

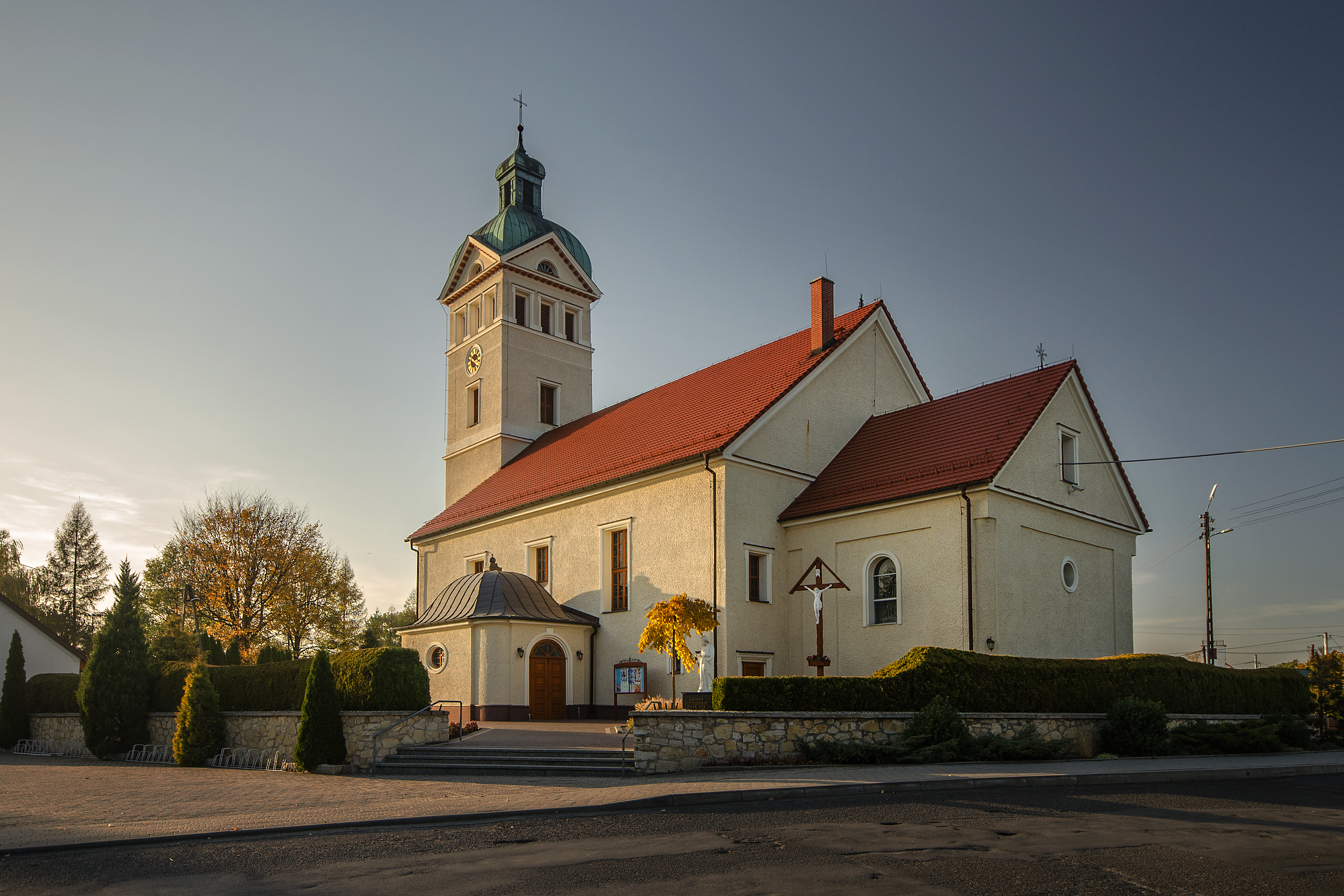
St. Bartholomäuskirche

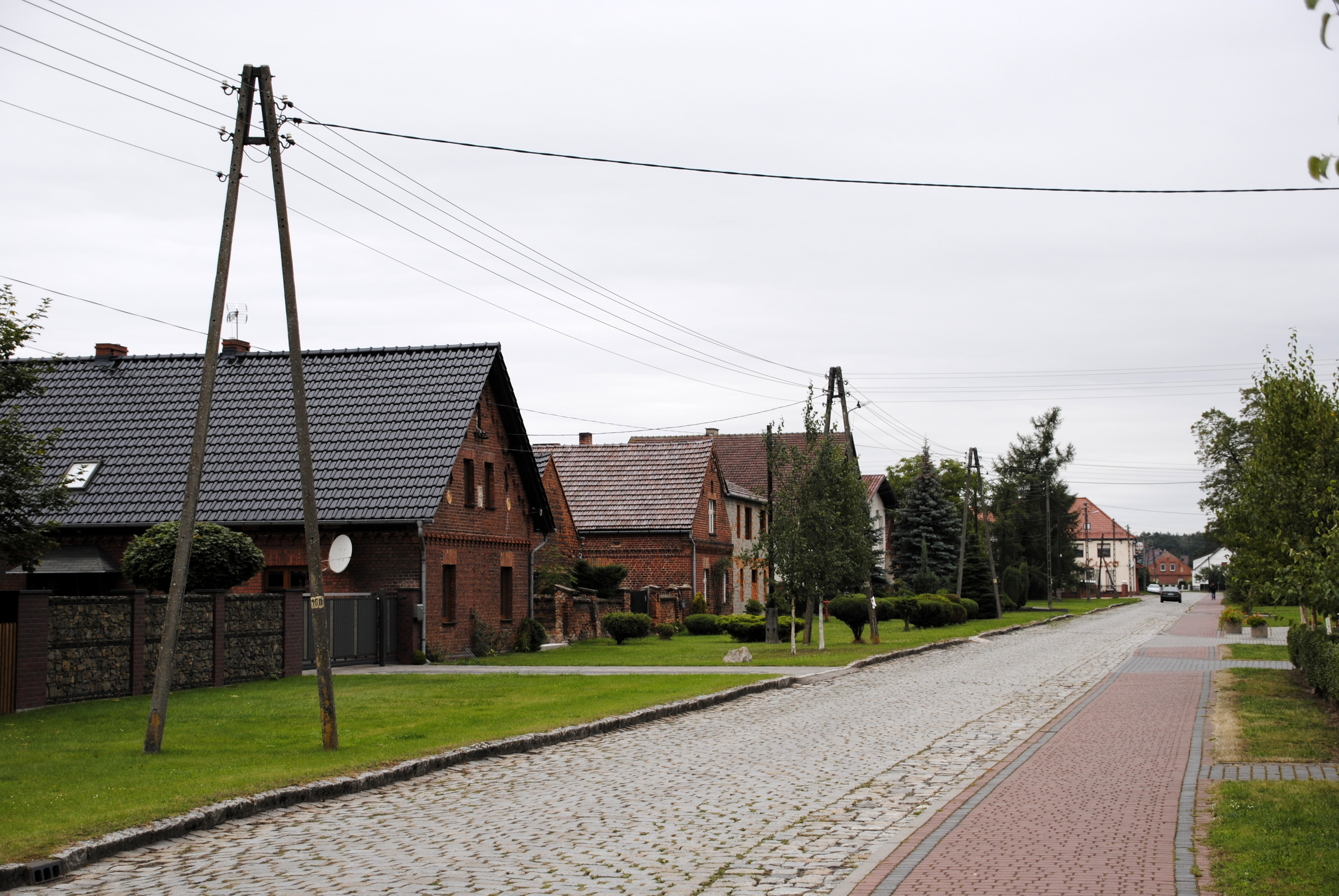
Dorfzentrum (ul. Wolnosci)

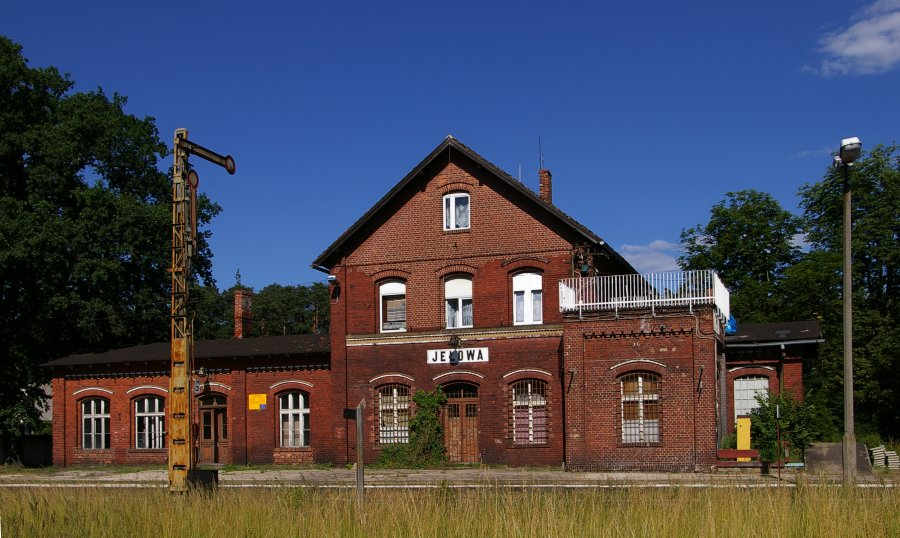
Bahnhofsgebäude von Jellowa

Jellowa wurde im Jahr 1300 das erste Mal als Ylowa erwähnt, 1399 wiederum als Gilowa. Einer Sage nach soll der heilige Adalbert von Prag (956–997) hier im Dorf auf den Weg nach Gnesen gerastet haben und die Bewohner getauft haben. Als Erinnerung soll der Hl. Adalbert-Brunnen stehen, aus dem das Wasser für die Taufe verwendet worden sein soll. Dieses Ereignis ist jedoch in keinen Schriften belegt. 1528 wird der Ort als Gilowe erwähnt, 1532 wiederum als Gylowa.
Nach dem Ersten Schlesischen Krieg 1742 fiel Jellowa mit dem größten Teil Schlesiens an Preußen. Im Jahr 1784 werden in einer Schrift die Gebäude des Dorfes aufgezählt. Dabei werden eine katholische Kirche, ein Schulhaus, eine Wassermühle sowie 607 Menschen verzeichnet. Der Chor der heutigen katholischen Kirche wurde bereits 1751, das Hauptschiff in der Mitte des 19. Jahrhunderts errichtet.
Nach der Neuorganisation der Provinz Schlesien gehörte die Landgemeinde Jellowa ab 1816 zum Landkreis Oppeln im Regierungsbezirk Oppeln. 1845 bestanden im Dorf eine katholische Kirche, eine katholische Schule und 143 weitere Häuser. Im gleichen Jahr lebten in Jellowa 971 Menschen, davon 41 evangelisch und neun jüdisch. 1861 zählte das Dorf 1138 Menschen. 1874 wurde der Amtsbezirk Jellowa gegründet, welcher aus den Landgemeinden Heinrichsfelde, Jellowa und Podewils und dem Gutsbezirk Jellowa bestand. Erster Amtsvorsteher war der königliche Oberförster Clausius. 1889 wurde die Bahnstrecke im Westen des Dorfes von Oppeln nach Namslau sowie der Bahnhof Jellowa eröffnet.
1910 erhielt die katholische einen Kirchturm sowie zwei Jahre später eine Sakristei. 1921 zählte Jellowa 1075 Einwohner. Bei der Volksabstimmung in Oberschlesien am 20. März 1921 stimmten 799 Wahlberechtigte für einen Verbleib bei Deutschland und 258 für Polen. Jellowa verblieb beim Deutschen Reich. 1933 lebten in Jellowa 1784 Menschen. Am 19. Mai 1936 wurde der Ortsname in Ilnau geändert. Am 12. September 1939 hielten nationalsozialistische Führungskräfte unter Führung Adolf Hitlers, der mit dem Sonderzug Amerika angereist war, hier die Konferenz von Ilnau ab, in welcher die Zerstörung der polnischen Staatlichkeit und die Vernichtung der polnischen Führungselite angekündigt wurden. 1939 zählte Ilnau 1909 Einwohner. Bis 1945 verblieb das Dorf beim Landkreis Oppeln.
1945 kam der bisher deutsche Ort unter polnische Verwaltung und wurde in Jełowa umbenannt und der Woiwodschaft Schlesien angeschlossen. 1950 kam der Ort zur Woiwodschaft Oppeln. 1999 kam der Ort zum wiedergegründeten Powiat Opolski. 2007 wurde Jellowa zum schönsten Dorf der Woiwodschaft Oppeln gewählt. 2008 erhielt das Dorf die Auszeichnung Wies przyszosci (dt. Dorf der Zukunft). Am 30. April 2010 erhielt das Dorf zusätzlich den amtlichen deutschen Ortsnamen Jellowa. Heute leben im Dorf etwa 2000 Menschen (Stand 2014).

## Sehenswürdigkeiten
- Die römisch-katholische St.-Bartholomäus-Kirche wurde im barocken Stil errichtet. Der Chor stammt noch vom Vorgängerbau und wurde 1751 errichtet. Das Hauptschiff der Kirche wurde zwischen 1842 und 1844 erbaut. Der Kirchturm wurde 1910 angebaut, die Sakristei im Jahr 1912. Seit 1959 steht das Gotteshaus unter Denkmalschutz.[9] Am 16. Dezember 2010 brach durch einen Kurzschluss ein Feuer aus. Ein großer Teil des Dachstuhls brannte über dem Hauptschiff der Kirche und einem Teil der Sakristei. Die Renovierungsarbeiten dauerten insgesamt acht Monate, wobei neben der Wiederherstellungs des Dachstuhls das Gebäude teilweise generalsaniert wurde.[10]
- Hl. Adalbert-Brunnen
- Statue des Hl. Adalbert vor dem Pfarrhaus
- Altes Bahnhofsgebäude von 1889
- Kapelle von 1946 am Bahnhof
- Denkmal für schlesischen Aufständischen – 1965 errichtet

## Verkehr
Am Haltepunkt Jełowa geht der noch betriebene Abschnitt der Bahnstrecke Opole–Namysłów in die Bahnstrecke Jełowa–Kluczbork über.

## Kultur
Die Ortschaft verfügt über mehrere kulturelle Einrichtungen für die Einwohner. Neben einer Grundschule und einem Kindergarten ist hier außerdem eine Bibliothek vorzufinden. Weiterhin ist eine kleine Ambulanzstation vorzufinden sowie der Caritas-Verein und eine Familienberatungspraxis.
In Jellowa gibt es einige Vereine, darunter den Fußballverein Start Jelowa.

## Persönlichkeiten
- Max Clausius (1871–1941), deutscher Oberst, Ritter des Ordens Pour le Mérite sowie SS-Brigadeführer.